# Kärlek i kolerans tid
Kärlek i kolerans tid (spanska El amor en los tiempos del cólera) är en roman av Gabriel García Márquez. Romanen, som publicerades 1985, handlar om olycklig förälskelse samtidigt som koleran härjar i Cartagena.
Romanen filmatiserades 2007.